# 藤井国光
藤井 国光（ふじい くにみつ、天文5年（1536年） - 慶長16年（1611年））は、戦国時代から江戸時代前期にかけて地下官人。
南都の寺侍を務めたという。

## 概要
国光は葛城襲津彦の末裔である玉手氏の出身。天文19年（1550年）10月15日に15歳で中務少亟に任じられ、慶長16年（1611年）に75歳で死去した。
| サブスタブ | この項目は、まだ閲覧者の調べものの参照としては役立たない、書きかけの項目です。この項目を加筆・訂正などしてくださる協力者を求めています。このテンプレートは分野別のサブスタブテンプレートやスタブテンプレート（Wikipedia:分野別のスタブテンプレート参照）に変更することが望まれています。 |